# Sabiliwschtschyna
Sabiliwschtschyna (ukrainisch Забілівщина; russisch Забеловщина Sabelowschtschina) ist ein Dorf in der ukrainischen Oblast Tschernihiw mit etwa 500 Einwohnern (2001).

## Geografie
Das Dorf gehört administrativ zur Stadtgemeinde der Stadt Borsna und liegt im Osten des Rajon Nischyn auf 123 m Höhe am Ufer der Borsna (Борзна), einem 46 km langen, linken Nebenfluss des Dotsch (Борзна, Zufluss der Desna), 6 km nordöstlich vom ehemaligen Rajonzentrum Borsna und 123 km südöstlich vom Oblastzentrum Tschernihiw.
Am 18. Juni 2018 wurde die Stadt zum Zentrum der neugegründeten Stadtgemeinde Borsna, bis dahin war es Teil der Stadtgemeinde Borsna im Osten des Rajons Borsna.
Am 17. Juli 2020 kam es im Zuge einer großen Rajonsreform zum Anschluss des Rajonsgebietes an den Rajon Nischyn.

## Geschichte
Das Dorf entwickelte sich aus dem Landgut Kukurikowschtschina (Кукуриковщина), in dem der ukrainische, romantische Dichter Wiktor Sabila (1808–1869) zur Welt kam und dort im April 1845 Taras Schewtschenko empfing. Es lag bei Gründung im Gouvernement Tschernigow des Russischen Kaiserreichs und erhielt zu Ehren von Sabila den Namen Sabiliwschtschyna. im Jahr 2010 feierte das Dorf sein 140-jähriges Bestehen.